# 佩德羅戈麥斯
18°06′03″S 54°33′07″W / 18.10083°S 54.55194°W
佩德羅戈麥斯（葡萄牙語：Pedro Gomes），是巴西的城鎮，位於該國西部，由南馬托格羅索州負責管轄，始建於1963年11月11日，面積3,651平方公里，海拔高度282米，2010年人口7,967，人口密度每平方公里2.18人。